# 4733 ORO
4733 ORO је астероид главног астероидног појаса чија средња удаљеност од Сунца износи 2,184 астрономских јединица (АЈ).
Апсолутна магнитуда астероида је 13,7.